# Вікторія (Сулеювек)
Міський народний спортивний клуб «Вікторія» Сулеювек (пол. Miejski Ludowy Klub Sportowy Victoria Sulejówek) — польський футбольний клуб зі Сулеювека, заснований у 1957 році. Виступає у Третій лізі. Домашні матчі приймає на Міському стадіоні, місткістю 1 240 глядачів.